# 司马冏
齊王司馬冏（283年前—303年1月26日），字景治，晉朝宗室，是參與西晉八王之亂的八王之一。晉文帝司馬昭次子齊獻王司馬攸之子，生母賈荃是惠帝皇后賈南風的異母姊姊（賈充元配李婉所生二女之長者）。

## 生平

### 繼承父位
其父司馬攸是司馬師與景獻羊皇后的養子，性格溫雅，早有賢名。王太后臨死時，告誡晉武帝不可加害。佞臣屢次阻其輔政，且欲使出外，至於被其親兄晉武帝視為心腹之患。當司馬攸病重時，武帝不信，派遣太醫診候，皆言無病。及至司馬攸薨，武帝往臨喪，司馬冏哭訴父親的病爲太醫所誣諂，司馬炎下詔即誅殺太醫更以司馬冏爲嗣。
元康年間，拜散騎常侍，領左軍將軍、翊軍校尉。趙王司馬倫密與相結，利用司马冏的母亲贾荃与贾后有仇，派他入殿廢賈后為庶人。贾后惊道：“卿何为来！”司马冏说：“有诏收后。”贾后说：“诏应该是由我发出的，你奉的是什么诏？”又问司马冏：“起事者谁？”司马冏答：“梁王（司马肜）、赵王。”司马伦矫诏赐死贾后，司马冏以功績遷為游擊將軍。但司馬冏並不滿意此地位而有恨色。孫秀察覺，兼且忌憚司馬冏，改遷爲平東將軍、假節，鎮守許昌。

### 八王之亂
當司馬倫篡位後，遷為鎮東大將軍、開府儀同三司，希望以恩寵安定司馬冏。
司馬冏因見眾人對司馬倫心存怨望，便圖謀誅殺司馬倫。
三月，司馬冏起兵反司馬倫，成都王司馬穎、河間王司馬顒、常山王司馬乂等支持響應。司馬冏軍初失利，堅壘自守。當成都王司馬穎軍破司馬倫軍於黃橋，司馬冏即出軍反攻，司馬倫兵敗。晉惠帝復位后，司马冏仍在和司马伦的将领张泓等对峙于阳翟，司马颖又派兵帮助司马冏，张泓等投降。司馬冏率甲士數十萬入洛，威震京都。晉惠帝就拜司馬冏大司馬，加九錫之命，備物典策以輔政。司馬顒、司馬穎二王被封高爵，擁兵自重。新野王司马歆被任为都督荆州，辞行前趁一同谒陵建议司马冏或留下司马颖一同辅政，或罢去司马颖的兵权。司马颖对惠帝归功于司马冏，坚决辞归邺城，司马冏骑马在七里涧追上他送行。
因司马冏起兵，司马伦将司马冏的哥哥们东莱王司马蕤、北海王司马寔下狱，几乎处死。司马冏率众入洛阳，司马蕤在路上迎接，司马冏不立即相见。司马蕤生性凶残，好嗜酒，先前就曾数次凌辱司马冏，司马冏因他是自己兄长而包容他。此事后，司马蕤愤然说：“我受你株連幾乎死去，想不到你竟全無兄弟之情！”

### 失敗身死
司馬倫死後，司馬冏攬政權後不可一世、卻沒有大志，沉醉於酒色之中，不去朝見惠帝、欠缺臣下之禮，儼然當自己是皇帝。虞预《晋书》曰：“冏辅政岁余，骄矜多过。”
他任司马蕤为散骑常侍，加大将军、领后军、侍中、特进，增邑满二万户。司马蕤向司马冏请求开府，司马冏说：“武帝子吴王、豫章王尚未开府，你应该在他们之后。”司马蕤因此愈发怨恨，秘密上表司马冏专权。永宁元年（301年）六月，司马蕤与左卫将军王舆谋废司马冏，八月事败后，司马蕤被废为庶人，徙居上庸，王舆被灭族。司马蕤被改封微阳侯，但当月司马冏就指使上庸内史陈锺秘密杀死司马蕤。
殿中御史桓豹奏事没有经过大司马府，司马冏就把他拷打致死。
平原王司马干劝司马冏不要学司马伦。孙惠劝司马冏归藩，他不肯，孙惠辞去。司马冏问曹摅自己是否应该归藩，曹摅赞成，但司马冏不纳。张翰因此回乡，顾荣因此寻求外放以避祸。主簿王豹建议司马冏让宗室王侯归藩、司马冏自己也出镇宛城，与司马颖并立为南北州伯，共同辅佐皇室，司马冏未决，但司马乂看到王豹的笺文，就说王豹离间宗室骨肉应该处决。司马冏不能采纳王豹的建议，就上奏惠帝将王豹鞭杀。王豹临死说要悬首大司马门，看到诸侯发兵攻打司马冏。时人认为冤。
翊軍校尉李含本是司马颙的长史，应召入洛阳后发现与自己有仇的皇甫商参司马冏军事，他助司马颙镇压杀害的夏侯奭的兄长也在效力司马冏，自己又和司马冏的右司马赵骧不和，于是逃回長安，詐稱受到皇帝密詔，要河間王司馬顒攻打司馬冏。太安元年（302年）十二月司馬顒經一番利害考量後答應，上表陳述司馬冏的罪狀，興兵討伐首都洛陽，聲稱联合司马颖、都督荆州新野王司马歆、都督豫州范阳王司马虓，及以當時駐軍在洛陽的長沙王驃騎將軍司馬乂為內應。司马颖也不顾卢志劝阻而响应。司馬冏得知消息，派遣其將董艾攻襲司馬乂，司馬乂連同其黨羽百多人，乘車飛奔皇宮，以奉天子的名義攻打司馬冏府第，火燒諸觀閣及千秋、神武門，連戰三日，司馬冏戰敗被俘。司马乂押他见驾，惠帝心生恻隐想让他活命，司马乂命左右赶紧将他牵出，司马冏仍然多次回顾惠帝，最终被斬于閶闔門外。
其兒子淮南王司馬超、廣陽王司馬冰、濟陽王司馬英被囚禁於金墉城，司馬冏黨羽多人被夷三族。司馬冏一黨由此滅亡。司馬冏被暴首尸於西明亭三日，沒有人敢收斂。最後其故掾屬荀闓等上表乞求殯葬才獲准。

### 身後事宜
因司马冏请求，其子司马几出继司马冏嗣堂叔（生七叔父）燕王司马机，为燕王。司马冏败亡后，燕国国除。
永興初年，晉惠帝立詔以司馬冏輕陷重刑，以前的功勛不適宜煙沒，乃特赦其三子司馬超、司馬冰、司馬英歸回府第。封司馬超爲縣王，繼祀司馬冏，歷任員外散騎常侍。
永嘉中，晉懷帝下詔，重述司馬冏唱義元勛，還贈大司馬，加侍中、假節，追諡齊武閔王。
永嘉之亂時，司马冏诸子均與懷帝一同被前趙劉聰俘虏，司马冏因此没有后嗣。太元年间，皇帝下诏以南顿王司马宗的孙子司马柔之袭封齐王，延续司马攸和司马冏的祭祀。

## 評價
- 《晉書》：「冏名父之子，唱義勤王，摧偽業于既成，拯皇輿於已墜，策勳考績，良足可稱。然而臨禍忘憂，逞心縱欲，曾不知樂不可極，盈難久持，笑古人之未工，忘己事之已拙。向若采王豹之奇策，納孫惠之嘉謀，高謝袞章，永表東海，雖古之伊、霍，何以加焉！」「偉哉武閔！首創宏謨。德之不建，良可悲夫！」

## 延伸阅读
[在维基数据编辑]
 《晉書·卷059》，出自房玄齡《晉書》